# Politonalność
Politonalność – technika kompozytorska polegająca na jednoczesnym stosowaniu dwóch (bitonalność) lub kilku tonacji lub trybów w różnych głosach. W jazzie znana także jako „upper structure”.
Struktury bitonalne stosował m.in. Béla Bartók w Bagatelach (1908), Igor Strawinski w Pietruszce (1911) i Siergiej Prokofjew w Sarkazmach (1912–1914). Bardziej złożoną politonalność można znaleźć u Karola Szymanowskiego w finale I Kwartetu smyczkowego op. 37 (1917), w którym zestawił tonację C-dur, As-dur, Fis-dur i A-dur.
Politonalność była próbą obejścia zasady prawidłowości tonalnej utworu. Podobnie jak atonalność wyeliminowała znaczenie brzmieniowe konsonansu i dysonansu.